# Armin (2007.)
Armin, dramski film hrvatskog redatelja Ognjena Sviličića, premijerno prikazan 2007. na Berlinskom filmskom festivalu. Bio je u širem izboru za Oscara u kategoriji najboljeg filma na stranom jeziku. Prikazivan je na filmskim festivalima širom svijeta i osvojio više nagrada.

## Radnja
Sredovječni Ibro (Emir Hadžihafizbegović) i njegov sin Armin (Armin Omerović) upute se iz malog mjesta u Bosni i Hercegovini u Zagreb. Tijekom puta Ibro je uzbuđen – sa svima razgovara i hvali se sinom. Arminu, trinaestogodišnjaku na početku puberteta koji jedva da i komunicira s ocem, zbog toga je neugodno i moli oca da se prestane tako ponašati. Međutim, Ibro želi svima obznaniti da vodi sina u Zagreb na audiciju za film koji snima njemački redatelj (Jens Munchow). Nakon kvara autobusa, do Zagreba dolaze autostopom. Armin je zadivljen velikim gradom. Audicija ne prolazi dobro za Armina jer je prestar za ulogu. No, Ibro uspijeva izmoliti redatelja da ga ipak primi te da mu Armin nešto odsvira na harmonici.